# Victoria Tugendreich von Kanitz

Victoria Tugendreich von Kyaw auf einem Bildnis in der Kirche Hainewalde

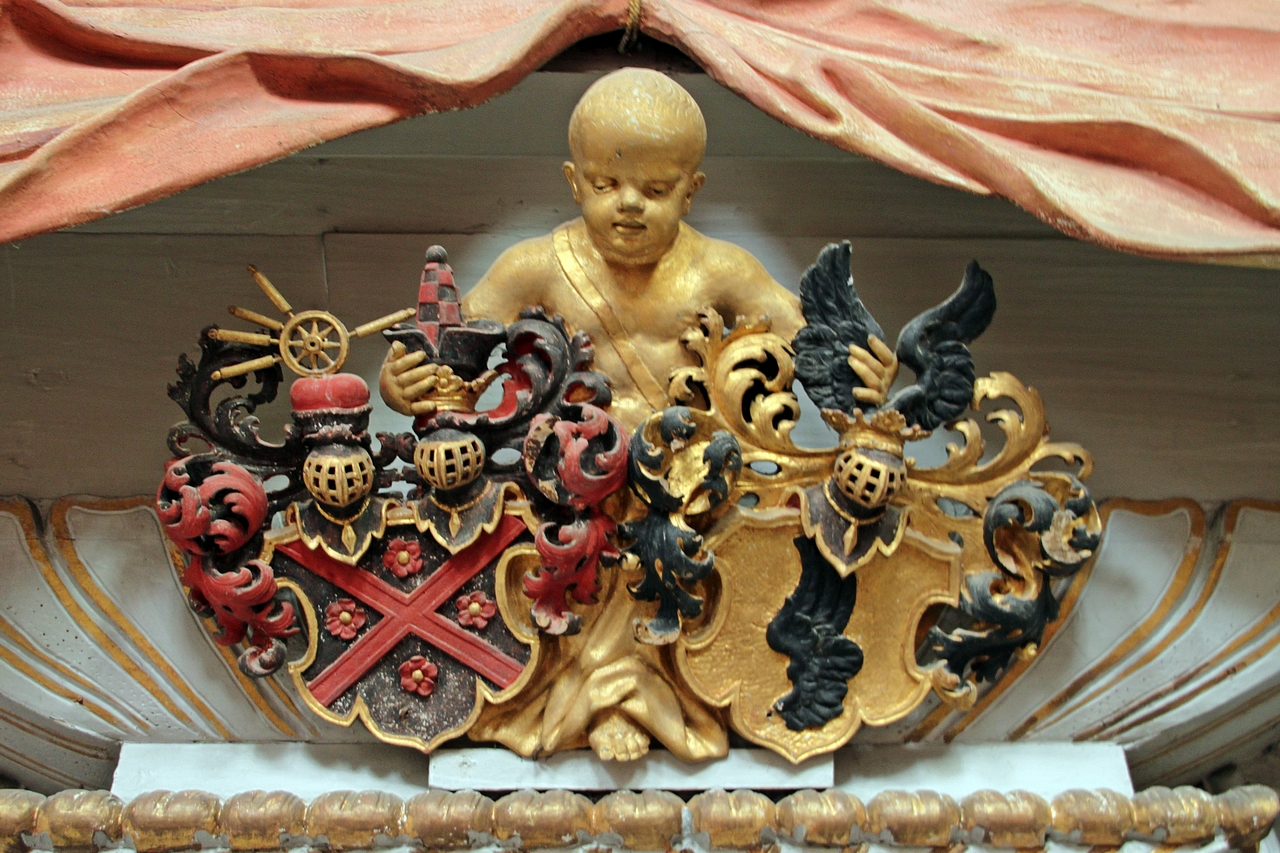
Wappen der Familien von Kanitz und Kyaw an der Herrschaftsloge der ab 1711 unter Otto Ludwig von Kanitz und seine Gattin Victoria Tugendreich von Kanitz geb. von Kyaw erbauten Kirche Hainewalde

Victoria Tugendreich von Kanitz (* 25. Mai 1657 auf Gut Gießmannsdorf als Victoria Tugendreich von Kyaw; † 27. Mai 1717 in Hainewalde) war eine schlesische und sächsische Adlige aus dem Geschlecht derer von Kyaw, die sich durch zahlreiche Stiftungen in den Orten Hainewalde, Spitzkunnersdorf und Oderwitz verdient machte.

## Leben
Victoria Tugendreich von Kyaw wurde 1657 als Tochter des Joachim Ernst von Kyaw († 1670) auf Gießmannsdorf und der Anna Elisabeth von Schönfeld (1624–1661) geboren. Nach dem Tod ihrer Eltern wurde sie 1670 von Johann Georg von Oberländer als Pflegekind aufgenommen, ab 1679 lebte sie bei ihrem Bruder Johann Wilhelm von Kyaw auf Gießmannsdorf.
Am 22. Januar 1685 heiratete sie Eleuther von Temritz, nachdem dessen Frau Blandina von Gersdorf geb. von Rüdinger am 19. Juli 1683 verstorben war und ihrem Gatten die Güter Hainewalde, Spitzkunnersdorf und Oderwitz hinterlassen hatte. Von Temritz starb ein Jahr später am 19. Februar 1686, jedoch gebar Victoria Tugendreich von Temritz am 20. März desselben Jahres ihre Tochter Katharina Blandina Tugendreich, doch auch diese starb kurze Zeit später am 25. August 1686. Die Güter Temritz' wurden ihr am 11. August 1694 offiziell zugesprochen.
Entgegen ihrer Neigung heiratete sie 1687 auf kurfürstlichen Befehl den Amtshauptmann von Torgau Johann Georg von Wehlen (1652–1711). Während dieser unglücklichen Ehe kämpfte sie für die Befestigung und Erneuerung der Kirche und veranlasste den Neubau des Pfarrhauses in Spitzkunnersdorf. Sie überließ ihrem Bruder das Gut Wiesenthal zur Trauung mit Helene Katherine von Schwanitz am 15. Oktober 1698. 1699 wurde die Ehe mit von Wehlen geschieden, aus Freude darüber wurde am 7. Januar 1700 ein Dankfest gefeiert.
Am 18. April 1700 heiratete sie den Oberst der kursächsischen Kavallerie Otto Ludwig von Kanitz. Mit ihm zusammen erbaute sie 1702 die Kirchschule und 1715 die Kanitz-Kyawsche Gruft in Hainewalde, sowie Kirchen in Hainewalde, Niederoderwitz und Spitzkunnersdorf. 1703 stiftete sie das Hospital in Hainewalde als Armenheim für je drei Personen aus Hainewalde, Spitzkunnersdorf und Oderwitz. Auch sonst machte sie sich durch Schenkungen und Stiftungen in den Kirchgemeinden dieser Ortschaften verdient. Nach ihrem Tod 1717 wurde sie wie später auch ihr Mann in der Kanitz-Kyawschen Gruft bestattet.